# Aron Tager
Aron Tager (* 15. Juni 1934 in Brooklyn, New York City; † 28. Februar 2019 in Toronto, Kanada) war ein US-amerikanischer Schauspieler, Synchronsprecher und Künstler.

## Leben
Ausgebildet als Schauspieler, nahm er eine 25-jährige Auszeit, um sich ausschließlich auf Kunst zu konzentrieren, besonders auf Malerei und Bildhauerei, bevor er Anfang der 1990er Jahre wieder Schauspieler wurde. Tager trat in einer Vielzahl von Theater-, Fernseh- und Filmproduktionen auf. Ab 1997 synchronisierte er den Affen „Cranky Kong“ in der Animationsserie Donkey Kongs Abenteuer auf Englisch. 2000 spielte er den Moderator in X-Men, 2007 war er als „Walter Fitzgerald“ in der Komödie You Kill Me zu sehen.

## Filmografie (Auswahl)
- 1990–1994: Grusel, Grauen, Gänsehaut (Are You Afraid of the Dark?, Fernsehserie, 6 Folgen)
- 1992: Léolo
- 1994: Highlander III – Die Legende (Highlander III – The Sorcerer)
- 1995: Dr. Jekyll und Ms. Hyde (Dr. Jekyll and Ms. Hyde)
- 1995: Tek War – Krieger der Zukunft (TekWar, Fernsehserie, 1 Folge)
- 1995–1997: Ein Mountie in Chicago (Due South, Fernsehserie, 3 Folgen)
- 1997: Mord im Weißen Haus (Murder at 1600)
- 1997: PSI Factor – Es geschieht jeden Tag (PSI Factor – Chronicles of the Paranormal, Fernsehserie, 1 Folge)
- 1997–2000: Donkey Kongs Abenteuer (Donkey Kongs Country, Animationsserie, Stimme, 14 Folgen)
- 1998: Universal Soldier 2 – Brüder unter Waffen (Universal Soldier II: Brothers in Arms)
- 1998: Universal Soldier 3 – Blutiges Geschäft (Universal Soldier III: Unfinished Business)
- 1998: Mission Erde – Sie sind unter uns (Earth: Final Conflict, Fernsehserie, 1 Folge)
- 1999 Relic Hunter – Die Schatzjägerin (Relic Hunter, Fernsehserie, 1 Folge)
- 1999: Das dritte Wunder (The Third Miracle)
- 1999: Des Teufels Rechnung (The Devil’s Arithmetic)
- 1999: Mr. Rock ’n’ Roll: Die Alan Freed Story (Mr. Rock ’n’ Roll: The Alan Freed Story)
- 2000: X-Men
- 2001: Weil es Dich gibt (Serendipity)
- 2002: Monk (Fernsehserie, 1 Folge)
- 2004: Wonderfalls (Fernsehserie, 1 Folge)
- 2005: Kojak (Fernsehserie, 1 Folge)
- 2007: Masters of Horror (Fernsehserie, 1 Folge)
- 2007: You Kill Me
- 2010: Lost Girl (Fernsehserie, 2 Folgen)
- 2011: Goon – Kein Film für Pussies (Goon)
- 2015: Heroes Reborn (Fernsehserie, 1 Folge)
- 2017 Ransom (Fernsehserie, 1 Folge)
- 2018: My 90-Year-Old Roommate (Fernsehserie, 9 Folgen)